# Psammotettix agricola
Psammotettix agricola är en insektsart som beskrevs av Vilbaste 1980. Psammotettix agricola ingår i släktet Psammotettix och familjen dvärgstritar. Inga underarter finns listade i Catalogue of Life.